# Grande Loja Feminina de França
A Grande Loja Feminina de França (em Francês "Grande Loge Féminine de France") sendo resumidamente chamada de G.L.F.F.. Foi criada em 1952 (na realidade a decisão é tomada no Convento de 30 de Outubro de 1945 mas só levanta colunas a Grande Loja e em 22 de Setembro de 1952), a partir 5 lojas que se agruparam em 1946 na União Maçónica Feminina de França continuando a prosseguir os seus trabalhos desde que foram criadas entre 1906 (a primeira a R∴L∴ Nova Jerusalém) e a última (a R∴L∴ Tebah) que subsistem clandestinamente durante a Segunda Guerra Mundial e que serão conjuntamente com mais três as fundadoras da Grande Loja Feminina de França. É a obediência maçónica exclusivamente Feminina da República Francesa sendo uma obediência adogmática e de cariz liberal.

## Resumo histórico sobre a Grande Loja Feminina de França
A Grande Loja Feminina de França teve duas fases históricas de existência e desenvolvimento.
A primeira fase histórica é a que leva às condições para o levantamento de colunas desta Grande Loja, assim a União Maçónica Feminina de França é refundada por noventa e uma Irmãs que haviam sido iniciadas antes da invasão da Alemanha à França em 1938, a sua origem é explicada pelo facto da Grande Loja da França, de onde eram originárias ter dado autonomia forçada às R∴L∴ onde estas irmãs foram iniciadas, efectuando-o sob chantagem de não reconhecimento internacional por parte da Grande Loja Unida de Inglaterra (ou UGLE), tendo este sido o único motivo alegado para a não ortogração (seria antes a continuação deste pois estes eram originários da UGLE) do reconhecimento internacional desta Obediência.
Por este motivo a Grande Loja de França dá às Lojas de Adoção Femininas a mais completa autonomia, em 1935 cinco anos antes da invasão da França pela Alemanha (na que foi conhecida pela Batalha de França), a primeira dessas Lojas remonta a 1906 (o Le Droit Humain constitui-se em 1893), desde de que a R∴L∴ Nova Jerusalém (então saída da Grande Loja Simbolica Escocesa, uma dissidência da Grande Loja Nacional de França) cria uma Loja de Adoção chamada de Loja Jerusalém de Adoção (sendo estas Lojas Simbólicas do R.E.A.A. a que só é atribuído o até ao 3.º Grau, ou seja, os graus de Aprendiz, Companheiro e Mestre Maçónico), esta entra depois na Grande Loja de França, que cria mais oito Lojas de Adoção, todas em Rito Escocês Antigo e Aceito, com os nomes de Libre Examen (em 1911), seguindo-se as Lojas Babeuf et Condorcet em Saint-Quentin, Olivier Écossais no Havre, e Union et Bienfaisance, General Peigné, Minerve, Philosophie Sociale e a última, Thébah (em 1935) em Paris, estas contavam ao todo com trezentas Irmãs em 1935, que posteriormente e antes da invasão alemã formam a União Maçónica Feminina de França, seriam poucas se comparadas às duas mil irmãs que trabalhavam então sob os auspícios do Le Droit Humain.
Dessas sobreviveram noventa e uma à ocupação alemã, pois a totalidade das trezentas referidas, foram da resistência francesa e participaram em inúmeras operações, sendo que dezenas foram fuziladas ou sumariamente executadas por estas actividades e outras sucumbiram às torturas do invasor, às deportações para campos de concentração ou nas prisões.
Com o fim da Segunda Guerra Mundial e depois de restituída a liberdade à França, as irmãs que sobram refundam a União Maçónica Feminina de França em 21 de Outubro de 1945, no entanto e depois disso ainda houve uma tentativa de se reintegrarem na Grande Loja de França, mas a Grande Loja Unida de Inglaterra insistia em 1946 em não reconhecer a Grande Loja de França pelos mesmos motivos alegados em 1935.
Assim das nove Lojas Simbólicas existentes em 1935 mantiveram-se na clandestinidade cinco, são elas a saber, Nouvelle Jerusalem (que proveio de várias), a Libre Examen, a General Peigné, Minerve e Thébah, sendo que a R∴L∴ General Paingné mais tarde abate colunas.
A criação da Grande Loja Feminina de França acontece em 1952 com as quatro que sobram, como mais a R∴L∴ Athéna (que é criada em 1948 a Oriente de Toulouse), que formam então esta nova Obediência Maçônica, sendo que na realidade a decisão desta criação é tomada no Convento de 30 de Outubro de 1945, mas a Grande Loja só levanta colunas e é criada em 22 de Setembro de 1952 (devido às tentativas frustradas e já referidas de reintegração na Grande Loja de França).
Com esta fundação é criada em 19 de Outubro de 1952 a Oriente de Lile, a primeira Loja desta nova Obediência Maçônica, a R∴L∴ Eleusis e em 21 de Junho de 1953, é criada a primeira na região de Paris, denominada R∴L∴ Cybèle.
Em 12 de Novembro de 1954 é criada a R∴L∴ Isis sendo e a sua Venerável Mestre Gisèle Faivre, eleita onze vezes em períodos distintos Grã-Mestre da Grande Loja Feminina de França, mulher de uma fibra e de um dinamismo notável consegue que em 1959 comecem a ser atribuídos à Grande Loja Feminina de França, os primeiros graus acima do 3.º (o de Mestre Maçónico) do Rito Escocês, passando a partir desse ano a ser o Rito oficial da Obediência abandonando-se o Rito de Adoção que ainda vigorava parcialmente.
Esse feito é conseguido através da atribuição cadenciada no tempo pela The Order of Ancient, Free and Accepted Mansonry, uma Obediência Maçônica Tradicional Masculina Inglesa, esta cadência de atribuições acaba onze anos depois, sendo atribuídos em 1970 o último dos graus administrativos do Rito Escocês às Irmãs, que formam o Supremo Concelho Feminino da França deste Rito tendo sido instalado em Londres em 19 de Abril de 1970 pelo Supremo Concelho Feminino do Reino Unido e da Commonwealth, e é proclamada em 12 de Junho de 1972, como Soberana Grande Comendadora irmã Gisèle Faivre.
Em 1973 o Grande Oriente de França atribui a patente do Rito Francês ou Moderno à Grande Loja Feminina de França, fundando-se em 10 de Março de 1973 a primeira R∴L∴ de nome Unité, sendo que os Graus da última Ordem deste Rito são todos atribuídos, até à sua última Ordem, em 1999.
Em 8 de Outubro de 1974, a R∴L∴ l'Arbre de Vie é fundada em Lyon com a ajuda de irmãs da Grande Loja Tradicional e Simbólica Ópera (ou G.L.T.S.O.) que seguiam o Rito Escocês Retificado, sendo que a carta patente para a utilização do referido Rito é dada em 1980 pelo Grande Oriente de França e é criado no ano 2000 uma Loja de Santo André, que atribui os restantes Graus filosóficos deste Rito.
Por causa destes factos e a partir destas outorgações as iniciações de irmãs crescerão a partir daí de forma consistente sendo criadas entre 1970 e 1980, Setenta e seis Respeitáveis Lojas:
- 45 fora de Paris;
- 19 em Paris;
- 6 na Região de Paris;
- 4 na Bélgica;
- 2 na Suíça.

## A Grande Loja Feminina de França no presente
Contando hoje com doze mil irmãs repartidas por trezentas e sessenta Respeitáveis Lojas sendo que dessas, trezentas e doze, em França e com Respeitáveis Lojas em cada um destes continentes e territórios:
- Europa com lojas em cada um destes países: Luxemburgo, Polónia, República Checa, Hungria, Sérvia, Roménia, Bulgária, Letónia e Lituânia;
- África com lojas em cada um destes países: Togo, Benim, Costa do Marfim, Camarões e Gabão;
- América com lojas em cada um deste países: Canadá (no Quebec) e Haiti;
- Várias nos diversos territórios franceses da Oceania, Oceano Indico e Antilhas na: Martinica, Guadalupe, Guiana Francesa, Ilha da Reunião, Taiti e Nova Caledónia.

## A Maçonaria Feminina no mundo e a contribuição da G.L.F.F.
Em 12 de Março de 1978 é criada a R∴L∴ La Rose des Vents (A Rosa dos Ventos), este nome evoca a função particular que lhe é atribuída, a saber, a abertura à iniciação de mulheres em várias partes do mundo, esta R∴L∴ contribuirá assim para a criação de muitas Respeitáveis Lojas fora de fronteiras, mas antes da criação desta R∴L∴ tanto a Bélgica como a Suíça já contavam com Respeitáveis Lojas desta Obediência Maçônica.
É criada assim no Togo em 9 de Fevereiro de 1981 a R∴L∴ Fleur des temps, a primeira R∴L∴ fora do continente Europeu, sendo criadas nas décadas seguintes Respeitáveis Lojas no Benim, na Costa do Marfim, nos Camarões e no Gabão.
Na Europa e a partir da década de 1980 são levantadas colunas de Respeitáveis Lojas no Luxemburgo, em Espanha e Portugal e mais tarde e já no século XXI na Hungria, na Polónia, República Checa, Sérvia, Roménia, Bulgária, Letónia e Lituânia.
Na América são fundadas Respeitáveis Lojas no Canadá (Quebec), na Venezuela e no Haiti.
No final desta década esta Obediência Maçônica e com a ajuda de outras (Grande Oriente Lusitano, Grande Oriente Ibérico, Grande Oriente de França e da Grande Loja Feminina Tradicional Ópera, etc.) está envolvida na criação da Grande Loja Feminina de Marrocos.
Sendo assim esta Obediência Maçônica foi responsável pela dádiva da patente e a instalação da:
- Grande Loja Feminina da Suíça em 1976, doze anos depois de ter levantado colunas a R∴L∴ Lutèce a Oriente de Genebra em 1964;
- Grande Loja Feminina da Bélgica em 1981 depois de ter sido fundada as duas primeiras Lojas Egalité a Oriente de Charleroi, em 1973 e Irini em Bruxelas em 1974;
- Grande Loja Feminina de Portugal em 1996, depois da criação das duas primeiras Respeitáveis Lojas, a Unidade e Mátria 1983 e a Lusitânia 1988 ambas a Oriente de Lisboa;
- Grande Loja Feminina e Simbólica da Venezuela em 30 de Abril de 2005, a partir das Respeitáveis Lojas América a Oriente de Merida, Despertar a Oriente de Barquisimeto e  Puerta del Sol a Oriente de Caracas;
- Grande Loja Feminina de Espanha em 4 de Junho de 2005 que é criada a partir de três Respeitáveis Lojas da Catalunha, a Luz Primera e a Yetzirah de Montserrat, a Oriente de Barcelona e a Asyah del Canigou a Oriente de Gerona.

Estas Obediências Maçônicas formam hoje em dia o CLIMAF - Centro de Ligação Internacional das Maçonarias Femininas, fundado em 1982, conjuntamente com a Grande Loja Maçónica Feminina de Itália, a Grande Loja Feminina da Alemanha (que foram conjuntamente com a Grande Loja Feminina de França as três fundadoras) para além das referidas a Grande Loja Kaliphatera da Grécia também faz parte desta organização cujo Congresso de 2006 ocorreu em Lisboa e no qual estiveram presentes mais de trezentas irmãs vindas de todo o mundo.